# 青木光恵
青木 光恵（あおき みつえ、1969年2月24日 - ）は、日本の漫画家。兵庫県尼崎市出身。夙川学院短期大学デザイン科卒。一児（娘）の母。夫は小形克宏。

## 来歴
1988年頃に、写真誌『Pink House』（KIYO出版）から『中華』にてデビュー。以降、一般情報誌・女性誌・4コマ誌・青年誌などに作品を発表する。1993年、当時雑誌編集者として活動していた小形克宏と結婚。
2000年代前半から慢性的な腱鞘炎などの持病などにより、時折連載を休載するなど仕事をセーブしていたが、近年は主に太田出版の『マンガ・エロティクス・エフ』や若い女性向けの雑誌である祥伝社の『フィールヤング』などに作品を発表していた。
2009年、竹書房の4コマ漫画雑誌『まんがくらぶオリジナル』3月号から10月号に永森裕二原作の『幼獣マメシバ』を連載していたほか、一迅社『コミック百合姫』7月発売号にて『プリンセス♥プリンセス』のゲスト掲載を経て10月号より新連載化された。また芳文社『まんがタイムラブリー』にて10月号から12月号にかけて『青木くんの彼女』がゲスト掲載されていた。また『まんがくらぶオリジナル』にて『はなむら酒店』が2回のゲスト掲載を経て2010年5月発売分の7月号より新連載化された。

## 概要
短編のギャグ漫画や4コマ作品、エッセイを多く執筆。近年はストーリー性のある軽妙なコメディ作品も多く執筆している。デビュー当時から「可愛い女の子」を描くのが得意な漫画家として知られ、特に『女の子が好き♥』の主人公などに代表されるようなグラマーな女性を多く描く。
太く柔らかい線で描かれたシンプルな絵柄が特徴。「可愛い女の子が大好き」「巨乳好き」「できるものなら女の子とセックスしてみたい。私バイかもしれん」ということをたびたび言明しており、ガールズラブを題材にした作品も多数発表している。本人曰く「あまり萌えないので男の子を描くのは比較的苦手」とのこと。そのため、百合を苦手とする者からの抗議もあり、対応に困っている、と自身のHPの日記などで漏らしている。
デビュー当時の短編集「青木光恵のSelfish Comics」において既に現在の画風をほぼ完成させていた。代表作に『小梅ちゃんが行く!!』があるが、ここでは主人公が大阪人であることが強調されている。続編『小梅ちゃんが行く!!R』（この「R」は、Returnからきていて当時のアニメ『セーラームーンR』を意識したという説もある）で主人公が上京してからも、常に大阪人としてのアイデンティティが強調される。
西原理恵子と親しかったことがあり、西原の無頼派エッセイ漫画に登場したことがある。他に内田春菊や寺島令子とも交友があったことが複数の単行本への帯部分へのコメントやゲスト寄稿などがあることから見て取れる。また自身同人活動用ブログでは金澤尚子とも仲が良い旨が公表されている。

## 作品
連載中
- プリンセス♥プリンセス（コミック百合姫（一迅社））
- 生きてりゃいいさ!（すくすくパラダイス（竹書房））
- もてハピ!!ちょこる編（コミミニ（カラクリズム））※モテかわ☆ハピネスの1キャラであるちょこるを主人公としたスピンオフ作品。月1回携帯配信。
- すまほのみつえちゃん（グリー運営サイト「アプリ☆プラザ Android」「アプリ☆プラザ iPhone」内で週2回配信）

過去
- 青木通信（ジャックポット（リイド社））全2巻 ※本人初単行本化作品でエッセイ形式の作品
  1. ISBN 9784845813247（1992年12月）
  2. ISBN 9784845813254（1993年4月）
- ささみストリート（まんがハイム（徳間書店））全2巻
  1. ISBN 4197530803（1993年8月）
  2. ISBN 9784197500017（1994年5月）
- 小梅ちゃんが行く!!（まんがくらぶ（竹書房））全3巻 ※祥伝社から新装版全2巻
  1. ISBN 9784884756642（1993年8月） 新装版ISBN 9784396380656（2008年10月）
  2. ISBN 9784884757625（1994年10月） 新装版ISBN 9784396380663（2008年10月）
  3. ISBN 9784812450635（1996年6月）
- 挑発MUGENDAI （竹書房） ※初期作品を集めた短編集
  1. ISBN 9784884757120 （1994年5月）
- 若草学園高等部（竹書房）全1巻
  1. ISBN 9784884757670  （1994/11）
- えっちもの （ぶんか社）全1巻 ※エッチ系4コマ誌などを中心に作品を集めた短編集
  1. ISBN 9784821194346（1995年5月）
- ぱそこんのみつえちゃん（アスキー）全1巻
  1. ISBN 9784756111883（1995年10月）
- 女の子が好き♥（まんがシャレダ!!（ぶんか社））全1巻
  1. ISBN 9784821194568（1995年12月）
- 安田君とその妻君（まんがライフバラエティ→まんがライフ（竹書房））全1巻
  1. ISBN 9784812450208（1996年8月）
- きせかえごっこ（YOUNG YOU（集英社））全1巻
  1. ISBN 9784088642826（1997年1月）
- みつえちゃんが行く!!週刊SPA!（扶桑社））※単行本は双葉社より発行。連載時のタイトルは「ローリング光恵スペシャル」。
  1. ISBN 9784575935011（1997年6月）
- となりの芝生は（Undo（アスキー））- 単行本は集英社より発行
  1. ISBN 9784087825381（1997年7月）
- 急戦法まことスペシャル（ヤングジャンプ（集英社））- 原作小杉あや
  1. ISBN 9784088756585（1998年5月）
- はたらくお嬢ちゃん（みこすり半劇場新人ちゃん他（ぶんか社））全1巻
  1. ISBN 9784821198030（2000年2月）
- 女の子が好き♥ 育児編（みこすり半劇場（ぶんか社））全2巻
  1. ISBN 9784821198092（2000年3月）
  2. ISBN 9784821198764（2001年5月）
- 小梅ちゃんが行く!!R（まんがくらぶ・まんがくらぶオリジナル（竹書房））1～2巻 - 祥伝社から新装版全2巻
  1. ISBN 9784812453964（2000年5月） 新装版ISBN 9784396380618（2008年7月）
  2. ISBN 9784812455197（2001年7月） 新装版ISBN 9784396380618（2008年7月）
- 続となりの芝生は（集英社）全1巻
  1. ISBN 9784420170208（2000年6月）
- ピンクの林檎（メンズアクション（双葉社））全1巻 - 単行本未収録分においては個人誌として自己出版している
  1. ISBN 9784575937114（2000年10月）
- Sweet Delicious（フィールヤング（祥伝社））全4巻
  1. ISBN 9784396762513（2001年7月）
  2. ISBN 9784396762704（2002年5月）
  3. ISBN 9784396763091（2003年9月）
  4. ISBN 9784396763411（2004年8月）
- フラワー少年（まんがタイムラブリー（芳文社））※単行本は飛鳥新社より発行
  1. ISBN 9784870314177（2002年4月）
- ねこねこ隊が行く!!（コミックガンマ（竹書房）→ウルトラジャンプ（集英社））全3巻
  1. ISBN 9784088763385（2002年8月）
  2. ISBN 9784088764726（2003年6月）
  3. ISBN 9784088766522（2004年7月）
- 秘密のみつえちゃん（本当にあった笑っちゃう話朝日ソノラマ）全1巻 - 表題作他エッセイ漫画など2作収録
  1. ISBN 9784257904953（2004年3月）
- みつえ日記～みつえちゃんの女子(秘)パソコン事情～（朝日ソノラマ）全2巻
  1. ISBN 9784257905417（2005年12月）
  2. ISBN 9784257905509（2006年4月）
- パパイヤ軍団☆（マンガ・エロティクス・エフ（太田出版））全2巻
  1. ISBN 9784778320409（2007年5月）
  2. ISBN 9784778320645（2008年8月）
- みつえ雑記（週刊アスキー（アスキー））- 単行本は宙出版より全1巻
  1. ISBN 9784776793717（2007年8月）
- モテかわ☆ハピネス（フィールヤング（祥伝社））全3巻
  1. ISBN 9784396764234（2007年11月）
  2. ISBN 9784396764449（2008年11月）
  3. ISBN 9784396764579（2009年5月）
- みつえ雑記サーティーズ（週刊アスキー（アスキー））※単行本は宙出版より全1巻
  1. ISBN 9784776795438（2009年7月）
- 幼獣マメシバ（まんがくらぶオリジナル）（原作：永森裕二）※単行本は関由香によるフォトブックと合本になった「オフィシャルコミック＆フォトブック」という形態
  1. ISBN 9784812440070（2009年10月）

### 読み切り
- シュガーコンプレックス - 百合姫Wildrose第4巻に収録。
- ハルヒのPV大作戦☆ - ハルヒコミックアンソロジー 涼宮ハルヒの絢爛に収録。